# زلطة

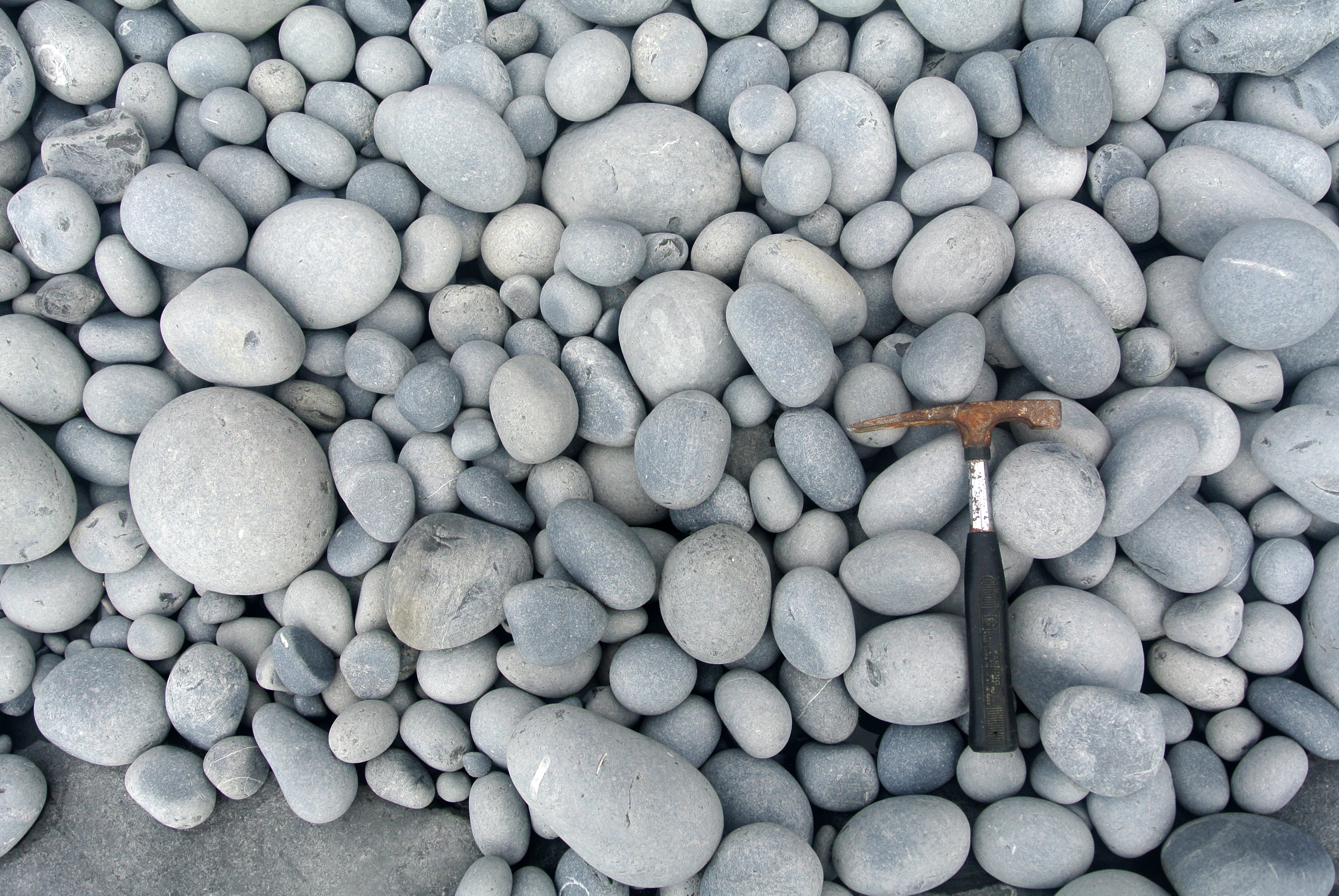
زَلَط الشاطئ (ناش بوينت، ويلز)

الزَلَطة (الجمع: زَلَطات، زَلَط) فُتَيْتَة صخرية محددة على مقياس أودن-ونتوورث بحجم جسيم يُراوِح من 64 إلى 256 مليمتر، وهي أكبر من الحصاة وأصغر من الجلمود. تحدد المقاييس الأخرى حجم الزلطة بشكل مختلف. يُطلق على الصخرة التي تتكون في معظمها من الحصى اسم رصيص. حجر الرصف هو مادة بناء تعتمد على الزلط.